# Jedlicze (plaats)
Jedlicze is een stad in het Poolse woiwodschap Subkarpaten, gelegen in de powiat Krośnieński. De oppervlakte bedraagt 10,6 km², het inwonertal 5592 (2005).

## Verkeer en vervoer
- Station Jedlicze

## Geboren
- Sławomir Peszko (1985), voetballer